# Maria Lúcia Vassalo Namorado
Maria Lúcia Vassalo Namorado Silva Rosa (São Pedro, Torres Novas, 1 de Junho de 1909 - Lisboa, 9 de Fevereiro de 2000) foi uma escritora, poetisa, jornalista, activista e directora da revista Os Nossos Filhos.

## Biografia

#### Primeiros Anos de Vida
Nascida a 1 de Junho de 1909, em São Pedro, Torres Novas, Maria Lúcia Vassalo Namorado era filha de António Florentino Namorado, um comerciante republicano e maçon, natural de Cano, Sousel, Portalegre, e de Ana Perpétua Vassalo, natural de Alcanena, Torres Novas, oriunda de uma família burguesa. Era prima de Manuel António Vassalo e Silva, último Governador da Índia Portuguesa, e das escritoras Maria Lamas e Alice Vieira.
Viveu os primeiros anos de vida na sua terra natal, onde estudou na escola oficial, por insistência do seu pai que era republicano anticlerical. Após revelar gosto e talento pela escrita, foi incentivada pelo pai a prosseguir os seus estudos, mudando-se com a família para Lisboa aos dez anos de idade. Frequentou o Liceu Maria Pia , que funcionava no Palácio Valadares, no Largo do Carmo, passando mais tarde a chamar-se de Liceu Almeida Garrett.  Anos mais tarde, após ter perdido um ano devido a uma doença pulmonar, regressou às aulas no Liceu Maria Amália Vaz de Carvalho, onde foi a melhor aluna da turma, prosseguindo os seus estudos no agrupamento de Ciências, contudo, não concluiu o último ano, tendo abandonado os estudos, novamente por motivos de doença, desta vez com febre tifóide, e regressado a Torres Novas em 1928.
Durante esses anos, colheu diversos ensinamentos que a iriam moldar tanto a sua vida pessoal como profissional, nomeadamente sobre a importância da educação, a luta pelos direitos das mulheres e outros ideais republicanos. Magalhães Lima, Maria Amália Vaz de Carvalho, Alice Pestana e Ana de Castro Osório foram algumas das personalidades que mais a marcaram, adoptando algumas das suas ideologias sobre o papel fundamental que a mulher deveria ter na sociedade de então.

#### Anos 30
Em 1930, enquanto passava férias no Luso com a mãe e Maria Cândida Caeiro, filha mais nova da sua prima Maria Lamas, conheceu Joaquim Jerónimo da Silva Rosa, um escrivão, natural de Lorvão, Penacova, Coimbra, com o qual se casou numa cerimónia civil em Torres Novas, e outra religiosa em Coimbra. Três anos mais tarde, teve um filho, o primeiro de três, em Penacova, onde passou a residir.
Até então, Maria Lúcia tinha apenas publicado pequenos contos e poemas em alguns periódicos, como A Renascença, A Mocidade: semanário da Liga da Mocidade Republicana e Portugal Feminino, iniciando em 1929 a sua maior colaboração, a convite de Maria Lamas, no suplemento d'O Século, a revista Modas e Bordados.  Durante treze anos, assinaria os seus artigos com os pseudónimos "Milú", "Maria Lúcia", "Tricana", "Marianela" e "Dona Experiência", cada um criado para abordar as diferentes temáticas da revista, fossem estes receitas de culinária, dicas de puericultura, conselhos para adolescentes ou até soluções para problemas domésticos.
Iniciando a sua carreira jornalística de forma mais activa em 1932, começou a escrever quinzenalmente na secção infantil e secção feminina do jornal Notícias de Penacova, juntamente com o seu marido, que ocupava o cargo de redactor principal e administrador do jornal. Entre Março de 1932 e Julho de 1933, Maria Lúcia assinou os seus artigos sob o seu nome de solteira e com o pseudónimo "Qui-Quiriqui", abordando acontecimentos mundiais, como o direito ao voto da mulher na Argentina, a eventos locais, como as exposições de Sarah Afonso e Eduarda Lapa, em Lisboa.
Em 1937, mudou-se para a Golegã com a família, onde publicou o seu primeiro livro "Negro e Cor de Rosa". Três anos depois, partiu novamente para Lisboa e escreveu "A Mulher dona de casa" (1943) e "Joaninha quer casar: conselhos às raparigas" (1944) nos seguintes anos.

#### Anos 40 e 50

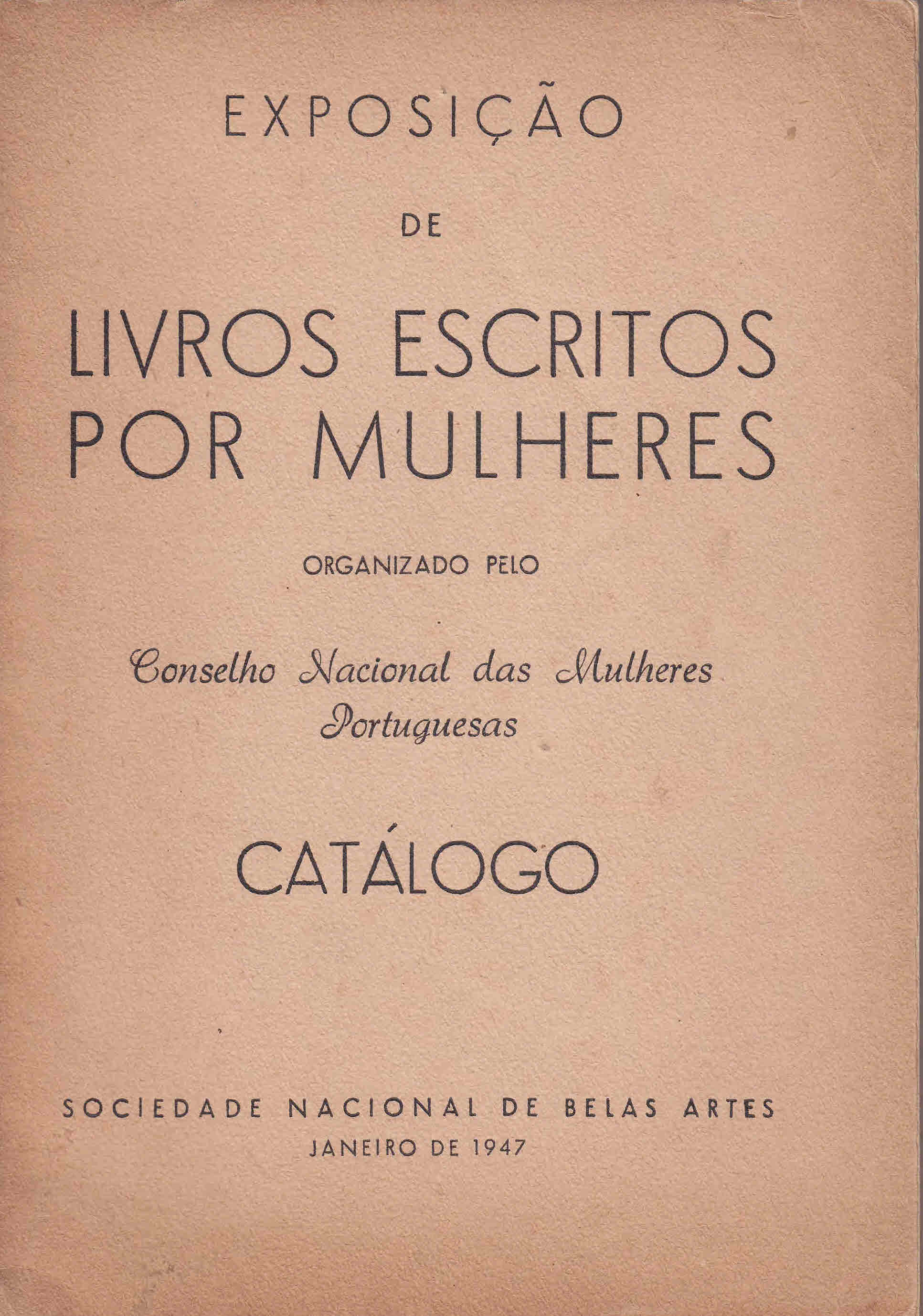
Catálogo da Exposição de Livros Escritos por Mulheres (Janeiro de 1947), organizado pelo Conselho Nacional das Mulheres Portuguesas, da qual fizeram parte três livros de Maria Lúcia Vassalo Namorado

Na década de 40, revelou a sua veia associativa e interventiva. Tornou-se membro da Liga Portuguesa de Profilaxia Social do Porto, onde propôs a criação de uma Liga Protectora da Infância (apesar de nunca se ter concretizado), e do Conselho Nacional das Mulheres Portuguesas (CNMP), onde foi secretária da assembleia-geral, presidente da comissão de Propaganda (1945)  e participante na "Exposição de Livros escritos por Mulheres", que impulsionou o fecho da organização feminina pelo Estado Novo, em 1947. Alistou-se na Associação Feminina Portuguesa para a Paz (AFPP) e na Liga Portuguesa Abolicionista, esta última a convite da escritora e amiga Fernanda Tasso de Figueiredo, chegando ao cargo de vice-presidente, em 1948 . Foi também subscritora das listas do Movimento de Unidade Democrática (MUD).
Em Junho de 1942, constantemente preocupada com a intervenção social, sob um ambiente cada vez mais repressivo e em crise económica, deu início ao maior projecto da sua vida, a revista Os Nossos Filhos, que dirigiu e editou com o apoio financeiro de António Júlio Vassalo, seu primo, e angariações de António Emílio de Magalhães, médico do Porto, amigo da família.
Mensalmente, Maria Lúcia Vassalo Namorado publicava uma colectânea de artigos, crónicas, teses, conferências, concursos didácticos ou pedagógicos dirigida aos pais, com a colaboração de inúmeras mulheres e homens ligados ao regime e à oposição, como Maria Palmira Tito de Morais, Lília da Fonseca, Maria da Luz Albuquerque, Alice Vieira e Mário Castrim, entre outros. Como temas, a revista mencionava alguns dos maiores problemas que as mulheres mães enfrentavam no seu quotidiano: a falta de instrução, a inexistência de um planeamento familiar ou apoio à mulher trabalhadora, assim como a violência doméstica ou as altas taxas de mortalidade infantil. Outro tema recorrente era a defesa e a criação de bibliotecas escolares como forma de combate à iliteracia, assim como várias campanhas de ajuda e apoio a crianças desfavorecidas, com deficiências ou ainda vítimas da Segunda Guerra Mundial, sendo neste último caso, condecorada pelos seus esforços com a Cruz de Mérito da Cruz Vermelha Portuguesa em Novembro de 1947.
Para além da revista, criou também a editora e distribuidora com o mesmo nome Os Nossos Filhos, sediada em Lisboa, onde publicou obras da sua autoria e de escritores infantis, como Matilde Rosa Araújo, Virgínia Lopes de Mendonça, Maria Elisa Nery de Oliveira e Maria Isabel César Anjo, e três anos depois, orientou o programa radiofónico quinzenal, com 15 minutos de duração, "Programa para as Mães", no então Rádio Clube Português.
Durante a seguinte década, encontrando-se visada pela Comissão de Censura e consciente dos problemas que a resistência enfrentava, sobretudo após a criação da Comissão Feminina de Apoio à Candidatura de Norton de Matos (1949), acompanhada da forte participação política de muitas das suas colaboradoras, que procuravam a igualdade salarial e jurídica para ambos os sexos, o sufrágio universal e a assistência social para todas as mulheres, e já sofrendo a perda de inúmeras subscrições que ameaçavam o fecho da revista, Maria Lúcia Vassalo Namorado apela ao uso de pseudónimos e da "autocensura". Este facto, apesar de não ter agradado a todas as suas colaboradoras, assegurou a subsistência de vários autores que estavam proibidos de trabalhar pelo estado, como era o caso de Maria Palmira Tito de Morais e Maria Lamas, assim como manteve as portas abertas da sua redacção até 1958, ano em que suspendeu a publicação mensal da revista, passando a emitir apenas um número anual até 1964, quando cessou actividade devido a muitas dificuldades financeiras e a repressão do regime.
Obrigada a procurar um novo sustento, perto dos cinquenta anos de idade e separada do seu marido, Maria Lúcia Vassalo Namorado regressa aos estudos para obter os diplomas de professora do ensino pré-escolar e primário, assim como começa a aprender Inglês e Francês na Escola Berlitz, conseguindo em 1959 um cargo na Fundação Sain, o primeiro centro de ajuda e apoio à reintegração de cegos em Portugal, a convite da sua amiga Maria Amália Harberts Borges de Medeiros. Aí, travou amizade com Bernardo Santareno e Fernanda Lapa, e começou a corresponder com Hellen Keller.(http://www.fundacao-sain.pt/museu-virtual/) 

#### Anos 60
Dando continuidade ao seu activismo, integrou a Associação Portuguesa de Surdos, a Liga Portuguesa de Protecção aos Perturbados Motores, a Associação Portuguesa para a Educação pela Arte, o Conselho Internacional de Livros para Jovens (IBBY), a Cooperativa LUDUS - círculo de realizações para a Infância e Juventude e foi aprovada como sócia na Sociedade Portuguesa de Escritores.
Dedicada às suas causas, continuou a colaborar ocasionalmente em periódicos e revistas, como o Jornal Magazine da Mulher, revista Nova Augusta, de Torres Novas, e o semanário Rádio e Televisão, e mais frequentemente, no Diário de Lisboa e o Comércio do Porto, com contos e histórias na página infantil, não deixando no entanto de dar conselhos sobre leituras para os pais, alimentação para as crianças e outros assuntos, sob nome próprio e os pseudónimos de "Telma", "Tia Luísa" e "Tião", este último quando escrevia com Mário Castrim. 
Publica ainda "A História do Pintainho Amarelo" (1966), um dos primeiros livros de histórias infantis sobre a reabilitação de cegos em Portugal, com ilustrações de Maria Keil, "A História de um Bago de Milho" (1968), "O Segredo da Serra Azul" (1971), e a colecção de livros "Os Livros da Grande Roda", com contos de outros autores.

#### Pós 25 de Abril
Depois de 1974, Maria Lúcia Vassalo Namorado ganha uma nova liberdade e não abranda nas suas acções.
Trabalha como professora de Literatura Infantil na escola João de Deus e na Escola do Magistério Primário de Lisboa. Frequenta o curso de Introdução à Musicoterapia, na Fundação Calouste Gulbenkian, Teoria Política por H. Valdês, no Hotel Vitória, e Preparação Política do Movimento Democrático das Mulheres. Participa na Campanha de Alfabetização de Adultos, no 1º e 2º Congresso das Escritoras Portuguesas, e em várias iniciativas do Partido Comunista Português, apesar de não ter filiação. Pertenceu à Comissão Unitária de Mulheres do Alto do Pina, foi sócia do CEFEPE - Centro de Formação e Educação Permanente e uma das fundadora do Instituto de Apoio à Criança. 
Faleceu a 9 de Fevereiro de 2000, em sua casa, na Rua Abade Faria, em Lisboa.
O seu espólio foi doado à Faculdade de Psicologia e Ciências da Educação da Universidade de Lisboa. 

## Homenagens
- A 27 de Outubro de 1987, foi lhe prestada homenagem pela Sociedade de Língua Portuguesa.

## Lista de Referências
1. ↑  Barreira, Cecília (1992). História das nossas avós: retrato da burguesa em Lisboa, 1890-1930. [S.l.]: Colibrí
2. ↑  Pessoa, Ana Maria (2006). A educação das mães e das crianças no Estado Novo: a proposta de Maria Lúcia Vassalo Namorado. Lisboa: Universidade de Lisboa. 1748 páginas
3. ↑  Guimarães, Maria Alice Pinto (2008). Saberes, modas & pó-de-arroz. [S.l.]: Livros Horizonte. ISBN 9789722415422
4. ↑  Andrade, Adriano da Guerra (1999). Dicionário de pseudónimos e iniciais de escritores portugueses. [S.l.]: Biblioteca Nacional Portugal. ISBN 9789725652626
5. ↑  Penacovaonline, Blogue (31 de julho de 2015). «Penacova Online: Leituras para férias: Penacova paisagem de sonho e beleza». Penacova Online. Consultado em 13 de março de 2019
6. ↑  Esteves, João (2003). Falar de Mulheres: Silêncios e Memórias. Lisboa: Livros Horizonte
7. ↑  «IPHI». www.fcsh.unl.pt. Consultado em 13 de março de 2019
8. ↑  Pimentel, Irene Flunser (2001). História das organizações femininas do Estado Novo. [S.l.]: Temas e Debates. ISBN 9789727594498
9. ↑  Pereira, Sara Marques; Manso, Maria de Deus; Favinha, Marília; Sociedades, Universidade de Évora Centro Interdisciplinar de História, Culturas e (2008). Feminino ao sul: história e historiografia da mulher. [S.l.]: Livros Horizonte. ISBN 9789722416139
10. ↑  Pessoa, Ana Maria (2005). «A Educação das Mães e das Crianças no Estado Novo: a proposta de Maria Lúcia Vassalo Namorado»
11. ↑  Castilho, Clara (26 de abril de 2012). «PEDAGOGOS PORTUGUESES – MARIA LÚCIA NAMORADO por clara castilho». A Viagem dos Argonautas. Consultado em 13 de março de 2019
12. ↑  dir., Abreu, Ilda Soares de, dir. Castro, Zília Osório de, dir. Esteves, João, dir. Sousa, António Ferreira de, dir. Stone, Maria Emília, (2005). Dicionário no feminino (séculos XIX-XX). [S.l.]: Livros Horizonte. ISBN 9722413686. OCLC 1025564151